# (1760) Sandra
(1760) Sandra ist ein Asteroid des Hauptgürtels, der am 10. April 1950 von E. L. Johnson, vom Union-Observatorium in Johannesburg aus, entdeckt wurde. 